# Rubby De La Rosa
Rubby Carlos De La Rosa Corporán (nacido el 4 de marzo de 1989 en Santo Domingo) es un lanzador dominicano que juega para los Dodgers de Los Ángeles en las Grandes Ligas de Béisbol.

## Carrera

### Ligas menores
De La Rosa firmó con los Dodgers en 2007 y pasó dos temporadas con su equipo en la Dominican Summer League. Fue transferido al equipo de novatos Arizona League Dodgers en 2009 y luego dividió el 2010 entre Clase-A con Great Lakes Loons y Doble-A con Chattanooga Lookouts. En general, lanzó en 22 partidos en 2010, con 13 aperturas y récord de 7-2 con una efectividad de 2.37. Fue seleccionado como el Dodgers "Lanzador de Ligas Menores del Año"  y ganó una invitación a los entrenamientos de primavera de 2011. Fue asignado de nuevo a Chattanooga para comenzar la temporada, donde terminó con récord de 2-2 con una efectividad de 2.92 en ocho aperturas con los Lookouts. De La Rosa fue seleccionada para el Juego de Estrelas de la Southern League en 2011, pero no pudo participar debido a que fue promovido a Grandes Ligas por los Dodgers.

### Grandes Ligas
Fue llamado por los Dodgers el 24 de mayo de 2011. Hizo su debut en el mismo día, al lanzar una octava entrada sin permitir anotaciones contra los Astros de Houston, retirando los tres bateadores en fila, incluyendo dos ponches. El 27 de mayo, registró la primera victoria de su carrera de Grandes Ligas contra los Marlins de Florida.
El 7 de junio de 2011, De La Rosa hizo su primera apertura contra los Filis de Filadelfia. Dio cinco boletos de los once primeros bateadores que enfrentó, pero se recuperó para permitir sólo una carrera en cinco entradas y granjearse la victoria. Luego pasó a terreno de juego en 13 partidos para los Dodgers en 2011, incluida 10 aperturas. Su récord fue de 4-5 con una efectividad de 3.71 y ponchó a 60.
En su última salida de la temporada, el 31 de julio contra los Diamondbacks de Arizona, De La Rosa sufrió un desgarro del ligamento colateral cubital al lanzar una recta de 94 mph a Miguel Montero. Fue colocado en la lista de lesionados después del partido y los Dodgers anunciaron que iba a someterse a una cirugía Tommy John y estaría fuera de acción durante más de un año.